# Close to Home (televisieserie)
Close to Home is een Amerikaanse misdaad- en dramaserie. In Nederland wordt de serie iedere donderdagavond uitgezonden door SBS6.

## Pilot
In de eerste aflevering (pilot) op 4 oktober 2005 wordt Annabeth Chase (de hoofdrolspeelster in Close to Home, vertolkt door Jennifer Finnigan) en haar familie voorgesteld. We ontmoeten haar man Jack en haar dochter Hailey.

### Het verhaal (pilot)
We zien ook dat Annabeth te maken krijgt met een trieste zaak. Het gaat over kindermishandeling. Een grove echtgenoot sluit zijn vrouw en zijn 2 kinderen (een jongen (gespeeld door Cayden Boyd) en een meisje) voor 2 jaar in hun huis, hij verbiedt ze dan ook het huis te verlaten. Op het einde van de aflevering wint Annabeth de zaak en krijgt de grove echtgenoot 25 jaar zonder kans op voorwaardelijke vrijlating.

## Rolverdeling
- Jennifer Finnigan - Annabeth Chase
- Kimberly Elise - Maureen Scofield
- John Carroll Lynch - Steve Sharpe (seizoen 1)
- Christian Kane - Jack Chase (seizoen 1)
- David James Elliott - DA Conlon (seizoen 2+)
- Jon Seda - TBA (seizoen 2+)
- Cress Williams - TBA (seizoen 2+)